# Aeroportul Yan'an Nanniwan
Aeroportul Yan'an Nanniwan (IATA: ENY, ENY, ICAO: ZLYA) este un aeroport din Liulin⁠(d), Baota District⁠(d), Yan'an⁠(d), Shaanxi, Republica Populară Chineză ce deservește zona Yan'an⁠(d). Aeroportul a fost tranzitat în 2022 de 213.922 de pasageri. A fost deschis în 8 noiembrie 2018.
aeroportul dispune de 1 pistă.

## Infrastructură

### Piste
Aeroportul dispune de o singură pistă. Pista 17/35 are suprafața de asfalt și dimensiunile 3.000 m × 45 m. 